# Ariel Ramírez
Ariel Ramírez (ur. 4 września 1921 w Santa Fe w Argentynie, zm. 18 lutego 2010 w Buenos Aires) – argentyński kompozytor i pianista.
Światową sławę przyniosła mu napisana w 1964 Misa Criolla (Msza Kreolska) – msza oparta na motywach ludowych tańców latynoamerykańskich, stworzona wkrótce po decyzji soboru watykańskiego II, umożliwiającej odprawianie mszy świętej w języku ojczystym. W Polsce wykonana po raz pierwszy przez Warszawski Chór Międzyuczelniany. W sumie kompozytor napisał ponad 3000 utworów. Jego ostatnie dzieło, Misa por la Paz y la Justicia, zostało przekazane na ręce dyrygenta Janusza Siadlaka, z wyłącznym prawem do wykonania w Polsce. Prawykonania dzieła dokonał chór Collegium Cantorum. Zmarł w wieku 88 lat po długiej walce z chorobą zwyrodnieniową.

## Współpraca
Przy pisaniu tekstów do swojej muzyki Ramirez współpracował z wieloma osobami, m.in. z Atahualpą Yupanquim czy Miguelem Brascó. Najwięcej utworów powstało we współpracy z Felixem Luną – historykiem, dziennikarzem, dyplomatą, prawnikiem. Jednym z ich pierwszych i głównych wspólnych projektów było Navidad nuestra (Nasze Boże Narodzenie), powstałe w roku 1964.
Jego utwory (Mujeres argentinas – kobiety argentyńskie) wykonywała m.in. Mercedes Sosa, zwana Głosem Ameryki Południowej. Pieśni na chór wykonywane były przez Los Fronterizos, ogromnie popularny w Argentynie kwartet mężczyzn, zastąpiony później przez Zamba Quipildor, a także polską grupę Sierra Manta. Przy nagrywaniu swojej płyty, w końcu lat osiemdziesiątych, Ramirez współpracował z tenorem José Carrerasem.
Kompozytor posiadał także swój własny zespół, w którym grał na fortepianie. W jego skład wchodzili w ostatnich latach:
- Javier Rodríguez (tenor)
- Raúl Olarte (quena)
- Horacio Straijer (perkusja)
- Ángel Luís Velázquez (charango)
- Norberto Pereyra (gitara)